# Niezależna gra komputerowa

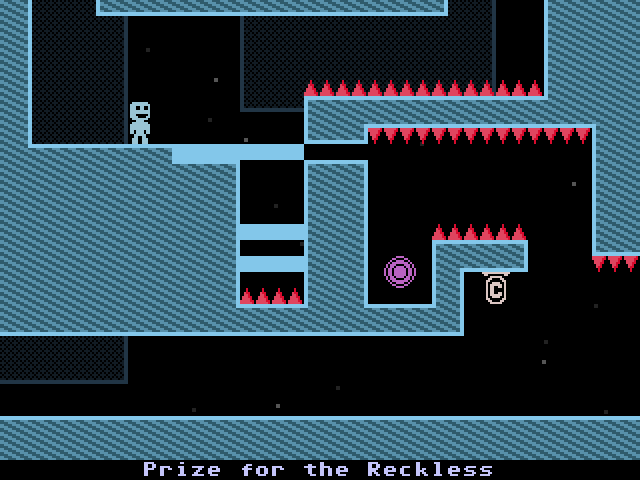
Zrzut ekranu z gry VVVVVV

Niezależna gra komputerowa (ang. independent video game, potocznie gra indie, indyk) – gra komputerowa, która została stworzona przez mały zespół lub jedną osobę bez finansowego wsparcia wydawcy gier. Gry niezależne często charakteryzują się innowacyjną rozgrywką i rozpowszechniane są za pomocą cyfrowej dystrybucji. Rynek gier indie rozrósł się pod koniec pierwszego dziesięciolecia XXI wieku, głównie dzięki nowym metodom internetowej dystrybucji i narzędziom deweloperskim.
Nie istnieje dokładna definicja określająca cechy gier niezależnych, jednak łączą je pewne podobieństwa. Produkcje te tworzone są zazwyczaj przez pojedynczych twórców lub niewielką grupę osób pracujących w niezależnych studiach. Są to tytuły mniej rozbudowane od wysokobudżetowych gier z powodu skromniejszych funduszy. Niezależni twórcy jednak nie są ograniczani pod względem kreatywności czy innowacji w swoich produkcjach, gdyż nie potrzebują aprobaty wydawcy, co często zachodzi przy produkcji klasycznych gier. Aby zdobyć fundusze na rozwój gry, twórcy mogą wystartować z kampanią crowdfundingową lub rozpocząć sprzedaż swojej produkcji jeszcze w fazie rozwojowej (np. alpha lub beta). Scena gier niezależnych powstała na komputerach osobistych i na tej platformie jest najbardziej aktywna. Producenci niezależni spotykają się na różnych targach gier niezależnych, takich jak Independent Games Festival czy IndieCade.
Przykładem gier niezależnych, które odniosły duży sukces na rynku są takie tytuły jak: Braid, World of Goo, Minecraft i Undertale.